# Yūsaku Yara
Pour les articles homonymes, voir Yara.
Yūsaku Yara (屋良 有作, Yara Yūsaku), né Susumu Kawabe (川辺 奨, Kawabe Susumu) le 15 mars 1948 à Tōkyō, est un seiyū. Il travaille pour Vi-Vo.

## Rôles

### Série télévisée
- Saint Seiya : Thor, Aiolos du Sagittaire
- Saint Seiya: Soul of Gold : Aiolos du Sagittaire
- Dragon Ball Super : Senbei Norimaki

### Films d'animation
- Dragon Ball Z : La Menace de Namek : Slug (jeune)
- Dragon Ball Z : Le Plan d'anéantissement des Saïyens : Hacchihyakku, Slug